# Konstanzer Inventar
Das Konstanzer Inventar (KI) auf den Seiten der Universität Konstanz stellt kriminologische und kriminalstatistische Informationen zur Struktur und Entwicklung der registrierten Kriminalität und der Sanktionspraxis in Deutschland bereit. 

## Informationen
Informationen werden in Form von Texten, Schaubildern und Tabellen insbesondere bereitgehalten zur
- Kriminalitätsentwicklung: Statistisch und graphisch aufbereitete Daten zur Entwicklung der amtlich registrierten Kriminalität auf Basis der Daten der Polizeilichen Kriminalstatistik und der gerichtlichen Verurteiltenstatistik  (Strafverfolgungsstatistik).  im Konstanzer Inventar Kriminalitätsentwicklung (KIK), darunter regelmäßig aktualisierte Darstellungen zur Entwicklung der Jugendkriminalität in Deutschland
- Sanktionierungspraxis:  Sonderauswertungen veröffentlichter und unveröffentlichter Daten zur Struktur und Entwicklung der Sanktionspraxis in Deutschland einschließlich der 'informellen' Sanktionen (Diversion) sowie der freiheitsentziehenden Maßregeln. im Konstanzer Inventar Sanktionsforschung (KIS).

Ergänzt werden die statistischen Sonderauswertungen durch eine Reihe von kriminologischen und kriminalstatistischen Einzel- und Übersichtsdarstellungen.  
Betrieben wird das Konstanzer Inventar von dem emeritierten Professor Wolfgang Heinz und dem Soziologen Gerhard Spiess, Universität Konstanz.